# Isenhagen
Isenhagen ist ein Ortsteil von Hankensbüttel, einer Gemeinde im Landkreis Gifhorn in Niedersachsen.

## Geographie

### Lage
Isenhagen liegt im Norden des Landkreises Gifhorn, rund 40 Kilometer von dem eigentlichen Bezugsort der Kreisstadt Celle entfernt. Der Kulturraum ist westwärts geprägt, Hannover, Landeshauptstadt und nächster wichtiger kommerzieller Bezugspunkt ca. 70 Kilometer westlich. Die Landschaft um Isenhagen gehört zur Südheide des Landschaftsraums Lüneburger Heide. Westlich von Isenhagen fließt der Emmer Bach vorbei, der rund fünf Kilometer südöstlich von Isenhagen in die Ise (Aller) mündet.

## Geschichte
1345 begann am heutigen Standort der Bau des Klosters Isenhagen, nachdem der 1327 in Hankensbüttel errichtete Vorgängerbau bereits 1336 durch einen Brand zerstört worden war.
1540 wandelte der Celler Herzog Ernst der Bekenner das Kloster im Zuge der Reformation in ein evangelisches Damenstift um. Für die Verwaltung der ehemaligen Klostergüter wurde das Amt Isenhagen gebildet.
In der Franzosenzeit gehörte Isenhagen zum Departement der Aller des Königreichs Westphalen. 1884 erfolgte der Bau des Gerichtsgebäudes. 1885 wurde das Amt Isenhagen aufgehoben und daraus der Kreis Isenhagen gebildet. 1908 wurde ein neuerbautes Kreishaus eingeweiht, das an das bisherige Landratsamt angebaut wurde. 1913/14 wurde in Hankensbüttel ein neues Schulgebäude erbaut, das die Schüler aus Hankensbüttel und Isenhagen aufnehmen sollte. Ungefähr in dieser Zeit dürfte die Schule in Isenhagen geschlossen worden sein.
Am 25. September 1928 beschloss das Preußische Staatsministerium, dass die Gemeinde Isenhagen aufgelöst und mit der ebenfalls aufzulösenden Gemeinde Hankensbüttel zu einer neuen Gemeinde zusammengeschlossen werden soll, die den Namen „Isenhagen-Hankensbüttel“ trägt. Die Amtszeit des letzten Gemeindevorstehers von Isenhagen, dem Schlachter Gustav Kiep, endete am 30. September 1928.
1932 wurde der Kreis Isenhagen aufgelöst und dem Landkreis Gifhorn angeschlossen, zu dem Isenhagen seitdem gehört. Im nun nicht mehr benötigten ehemaligen Landratsamt wurde 1934/35 ein „Liturgisches Seminar“ eingerichtet, das von der Liturgischen Konferenz Niedersachsens projektiert und von Erich Hoyer geleitet wurde. 1939 wurde das Liturgische Seminar wieder aufgelöst, weil der Staat das Gebäude für den Reichsarbeitsdienst der weiblichen Jugend benötigte.
Mit einem Erlass des niedersächsischen Innenministers Richard Borowski vom 22. April 1949 wurde der Name der Gemeinde Isenhagen-Hankensbüttel in Hankensbüttel geändert, der bis heute Bestand hat. 1949 wurde auch das Amtsgericht Isenhagen in Amtsgericht Hankensbüttel umbenannt.
Von 1958 bis 1960 wurde das ehemalige Landratsamt und das 1908 errichtete Kreishaus abgerissen, an ihrer Stelle entstand 1960/61 ein Neubau für die landwirtschaftliche Berufsschule. In den 1960er Jahren wurde der Isenhagener See angelegt, zuvor befanden sich dort bereits verlandete Teiche, die früher der Fischzucht des Klosters Isenhagen dienten.

### Einwohnerentwicklung
| Jahr      | 1885 | 1910 | 1925 |
| --------- | ---- | ---- | ---- |
| Einwohner | 129  | 133  | 207  |

## Religion
Isenhagen wurde durch die Reformation protestantisch geprägt. Evangelisch-lutherische Einwohner gehören zur Kirchengemeinde Hankensbüttel mit der Klosterkirche Isenhagen in Isenhagen und der St.-Pankratius-Kirche in Hankensbüttel, Katholiken zur Pfarrei Maria Königin in Wittingen.

## Kultur und Sehenswürdigkeiten

### Museen

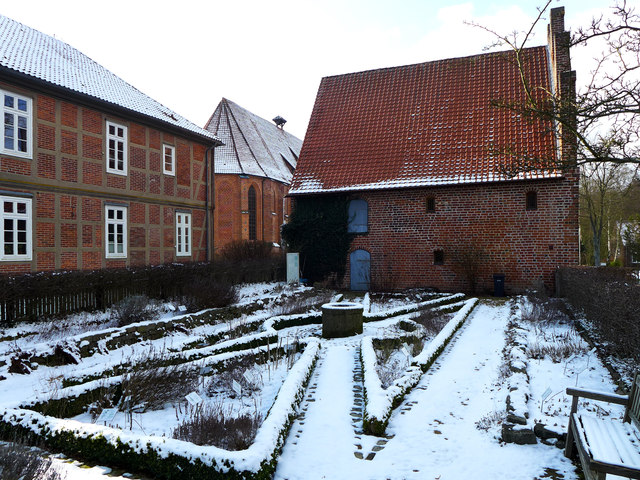
Klosterhofmuseum (rechts) mit Kräutergarten im Winter

Das Klosterhofmuseum Isenhagen (Klosterstraße 6) zeigte von April bis Oktober die Wirtschaftsgeschichte des Klosters Isenhagen, das klösterliche Leben sowie einen Kräutergarten. Das Museum ist in einem ehemaligen Speicher des Klosters aus dem Jahre 1436 untergebracht. Der Backsteinbau ist der älteste erhaltene Profanbau im Landkreis Gifhorn und besticht durch seinen gotischen Giebel. Das Gebäude wurde 1966 vom Landkreis Gifhorn erworben, der in ihm eine Zweigstelle des Kreisheimatmuseums Gifhorn einrichtete. Nach einer mehrjährigen Renovierung des Gebäudes wurde es 1993 mit umgestalteten Innenräumen und einem nach historischen Vorbildern neu angelegten Kräutergarten wieder eröffnet. Seit mindestens 2018 ist das Museum wegen zu geringer Besucherzahlen geschlossen, das Museumsgebäude wird durch die benachbarte Augenoptikerschule genutzt.
Das im Kloster befindliche Klostermuseum ist wie auch die Klosterkirche und das Kloster im Rahmen von Führungen zugänglich. Der Klostergarten ist an den zweimal jährlich stattfindenden Gartentagen für Besucher geöffnet.

### Bauwerke
Durch das Kloster verfügt Isenhagen über reiche historische Bausubstanz. Das Kloster Isenhagen mit der Kirche, den Klostergebäuden, den Wirtschaftsgebäuden des Klosters und verschiedenen landwirtschaftlichen Gebäuden der Domäne und die ehemalige Schule (An der Gerichtslaube 3), das Deputatisten-Haus der Kloster-Domäne Isenhagen (An der Gerichtslaube 9), das Pfarrhaus (Domänenstraße 2), die Klostermühle mit Nebengebäude und Brücke (Klosterstraße 1), das Waschhaus (Klosterstraße 3 A), das ehemalige Amtsrichterwohnhaus (Klosterstraße 15) und das ehemalige Amtsgericht (Klosterstraße 18) sind als Baudenkmale im Denkmalatlas Niedersachsen verzeichnet.

#### Kloster Isenhagen

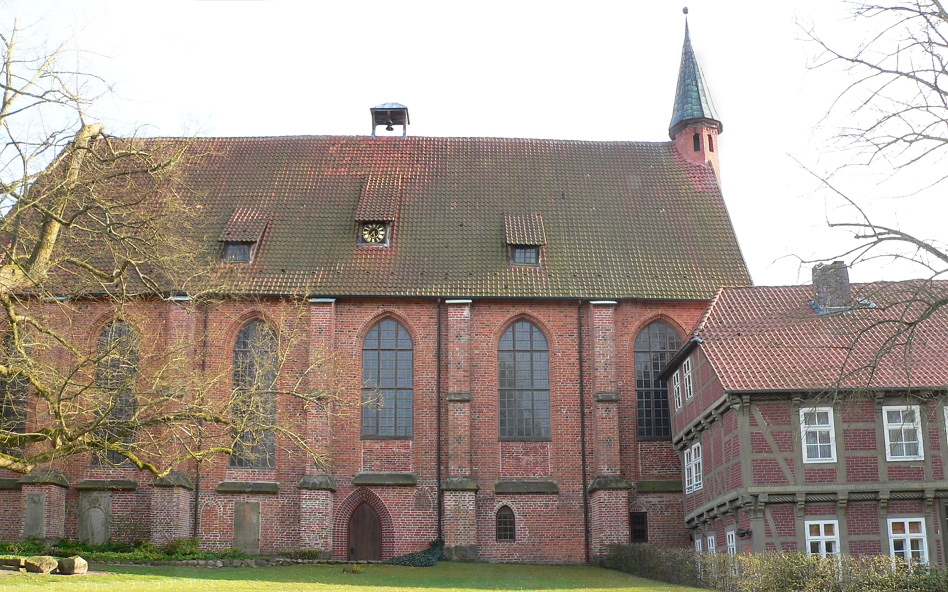
Klosterkirche

Das Kloster Isenhagen ist ein ehemaliges Zisterzienserinnenkloster und heutiges evangelisches Damenstift. Der Klostername Isenhagen leitet sich vermutlich von seiner ursprünglichen Lage an der Ise und dem Wort Hag ab. Das Kloster wurde ab 1345 am heutigen Standort errichtet. Im Zuge der Reformation wandelte der Celler Herzog Ernst der Bekenner das Kloster 1540 in ein evangelisches Damenstift um. Dagegen hatten sich die Nonnen und die letzte katholische Äbtissin, Margarete von Boldensen, seit 1529 standhaft aber vergeblich gewehrt. Von 1723 bis 1726 wurden Süd- und Westflügel neu errichtet. Die Gebäude beherbergen einen reichen Schatz an historischen Möbeln und Kunstwerken: geschnitzte und bemalte Altäre, Skulpturen, kleine Bilder für die private Andacht und gestickte Altartücher und Antependien.

#### Klosterkirche
Die Kirche des Klosters Isenhagen ist eine gotische Saalkirche aus Backsteinen, mit ihrem Bau wurde 1346 begonnen. Das Kirchenschiff ist mit einem Satteldach bedeckt, auf dem sich ein Dachreiter befindet. Die Wände werden von Strebepfeilern gestützt, zwischen ihnen belichten hohe Spitzbogenfenster das Kircheninnere. In der Mitte des Westgebels befindet sich ein polygonaler Treppenturm.

#### Amtsgericht Isenhagen

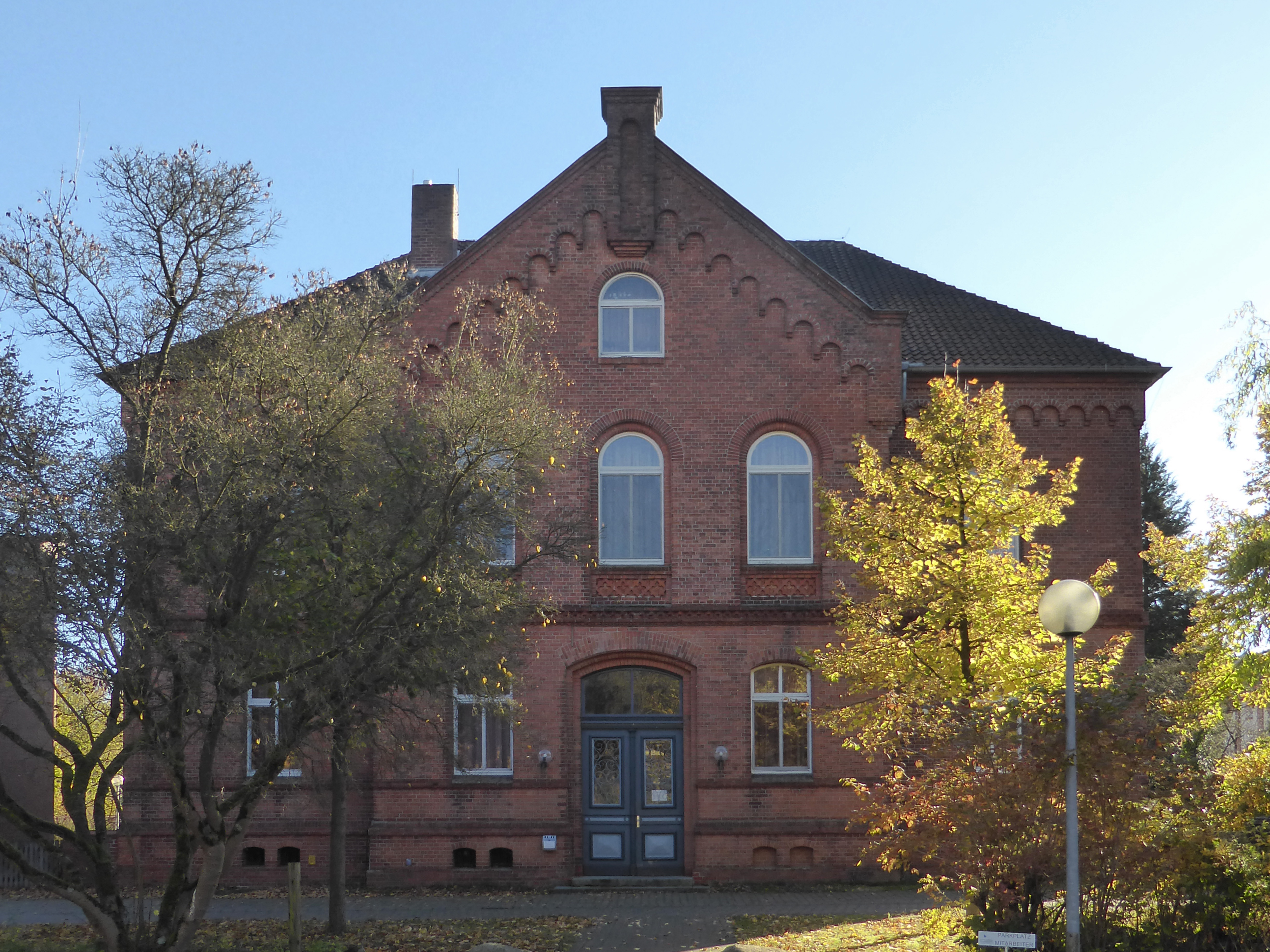
Ehemaliges Amtsgericht

Das Gebäude des Amtsgerichts Isenhagen wurde 1884 erbaut, zuvor nutzte der Amtsrichter bis 1885 das 1595 erbaute Gästehaus des Klosters Isenhagen. Bis 1930 wurde der an das Amtsgericht angebaute Gefängnistrakt zur Unterbringung von Gefangenen genutzt. 1949 wurde das „Amtsgericht Isenhagen“ in „Amtsgericht Hankensbüttel“ umbenannt, da die Gemeinde Isenhagen inzwischen in der Gemeinde Hankensbüttel aufgegangen war.
1974 wurde das Amtsgericht Hankensbüttel aufgehoben. Das ehemalige Amtsgericht Hankensbüttel wurde noch bis April 1975 als Außenstelle des Amtsgerichts Gifhorn genutzt. Heute werden das ehemalige Gerichtsgebäude und das gegenüberliegende Wohnhaus des Amtsrichters von der Fachakademie für Augenoptik Hankensbüttel als Internat genutzt.

#### Nationalerbe-Baum
Die Linde vor dem Kloster Isenhagen ist seit 2023 Nationalerbe-Baum, frei zugänglich als Ort der städtebaulichen Relevanz des alten Damenstifts und Domänenstandortes.

#### Friedhof
Auf dem Friedhof befinden sich unter anderem das Kriegerdenkmal, das Grabmal von Lothar Hugo von Spitzemberg und Grabstätten mehrerer Kanonissinnen.

#### Otter-Zentrum

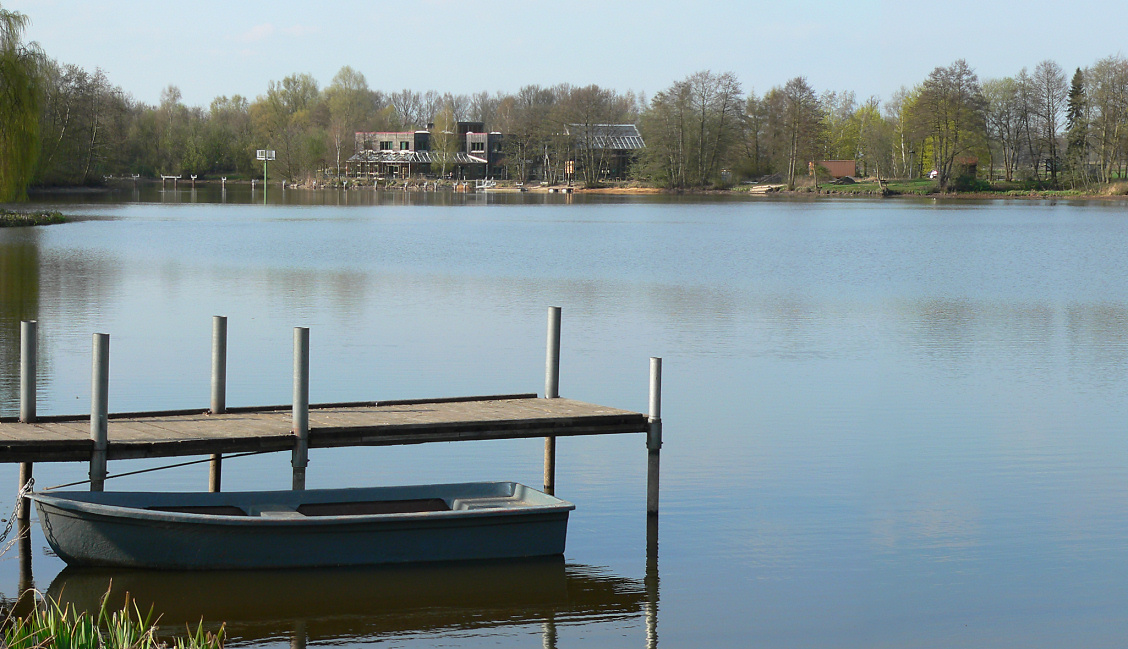
Isenhagener See mit Otterzentrum

Am Isenhagener See, der in den 1960er Jahren durch Ausbaggern künstlich angelegt wurde, besteht seit 1988 das Otter-Zentrum auf einem sechs Hektar großen Freigelände. Das vom Verein „Aktion Fischotterschutz e. V.“ betriebene Naturerlebnis-Zentrum präsentiert die vom Aussterben bedrohte Tierart des Fischotters sowie mehrere verwandte Marderarten in natürlicher Umgebung.

### Grünflächen und Naherholung
Im Osten und Westen von Isenhagen laden kleinere Waldflächen zum Spaziergang ein, am Nordrand von Isenhagen das Waldbad, der Isenhagener See und das Otter-Zentrum zum Besuch.

## Wirtschaft und Infrastruktur

### Unternehmen
Die Gaststätte Müller wurde geschlossen, heute besteht Gastronomie nur noch im Waldbad und im Otter-Zentrum. Einkaufsmöglichkeiten des täglichen Bedarfs und Übernachtungsmöglichkeiten sind keine vorhanden.

### Öffentliche Einrichtungen
Isenhagen verfügt über einen Postbriefkasten, ein Freibad und einen Friedhof.

### Bildung

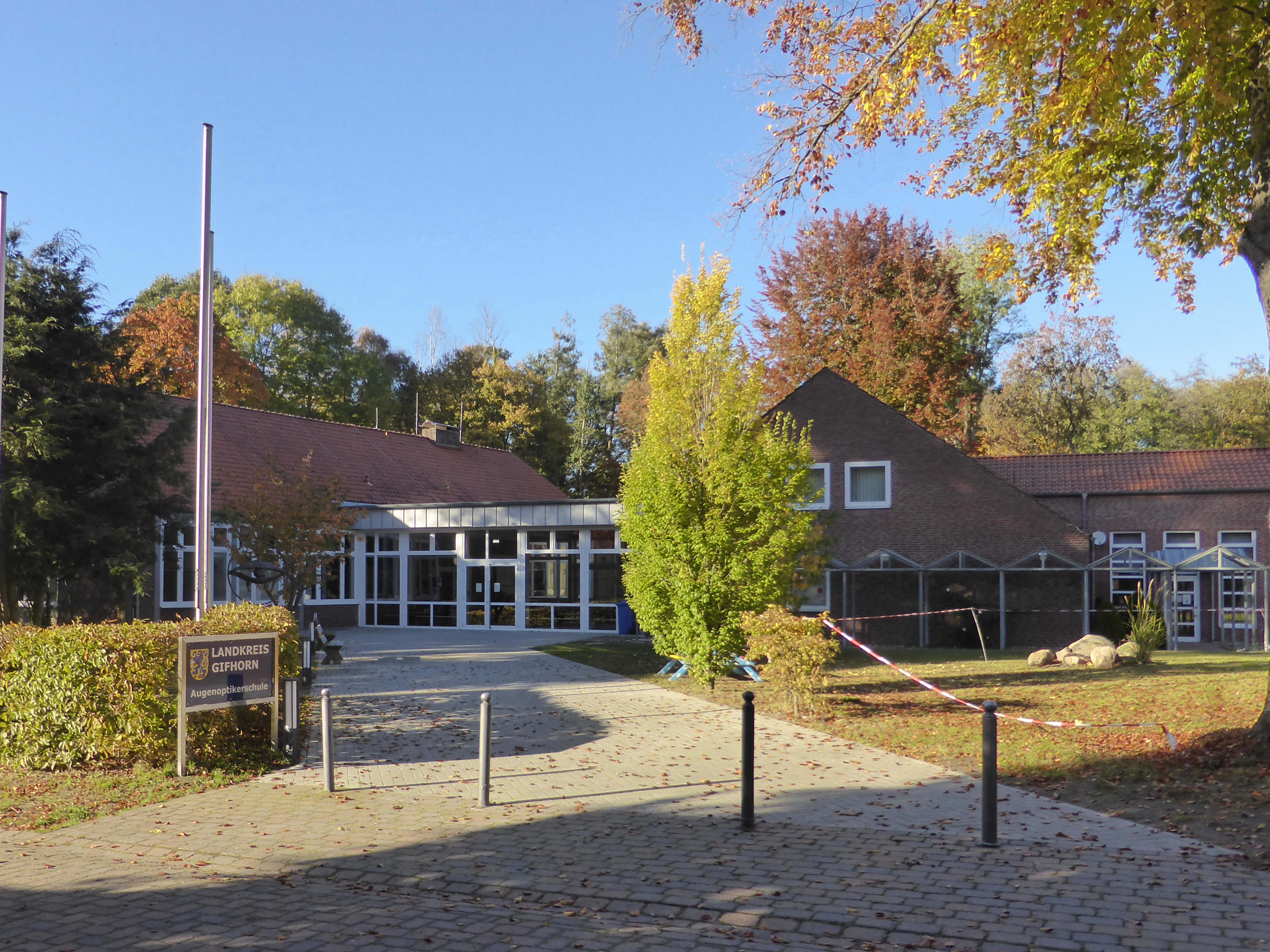
Augenoptikerschule

In Isenhagen sind seit 1982 zwei Bildungseinrichtungen für Augenoptiker ansässig:
Die „Augenoptikerschule Hankensbüttel“ nutzt die Gebäude der 1960/61 erbauten ehemaligen Landwirtschaftlichen Berufsschule. Sie gehört zur BBS II mit Sitz in Gifhorn, Abteilung Augenoptik, und wird durch den „Förderverein der Augenoptikerschule e. V.“ unterstützt.
Räumlich angeschlossen ist die „Fachakademie für Augenoptik Hankensbüttel“, sie gehört zur Augenoptiker-Landesinnung Niedersachsen. Sie betreibt im ehemaligen Amtsgerichtsgebäude und im gegenüberliegenden ehemaligen Amtsrichterhaus ein Internat.

### Verkehr

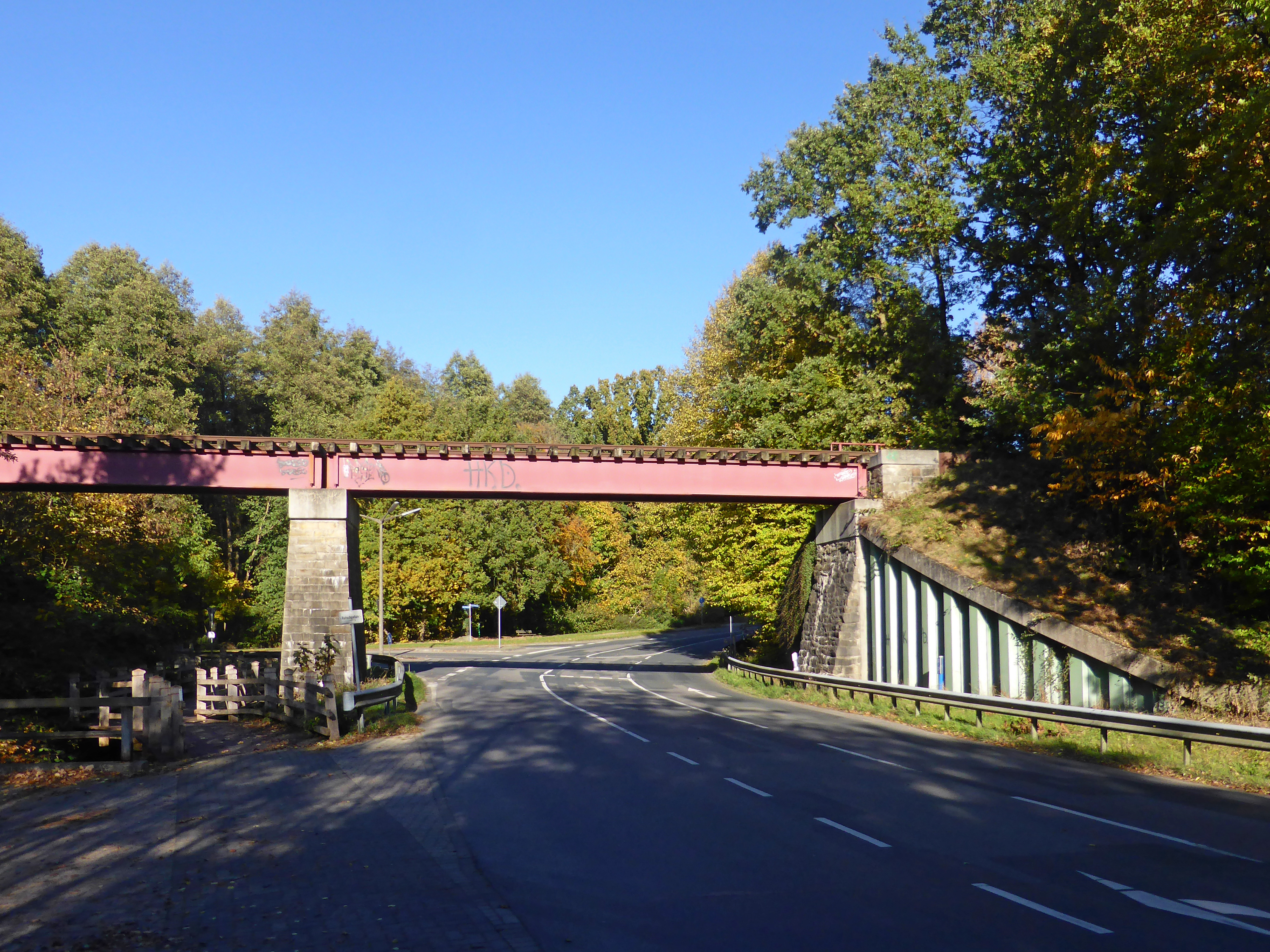
Eisenbahnbrücke über die Kreisstraße 123

Nördlich von Isenhagen verläuft die Bundesstraße 244, die hier von Hankensbüttel nach Wittingen führt. Von ihr zweigt die Kreisstraße 123 ab, die durch Isenhagen und weiter über Emmen und Wunderbüttel bis nach Knesebeck führt, wo sie auf die Landesstraße 286 trifft.
In Isenhagen trägt die Kreisstraße 123 die Bezeichnungen „An der Gerichtslaube“, „Emmer Straße“ und „Sudendorfallee“. Die Sudendorfallee ist nach Ernst Heinrich Friedrich Hermann Sudendorf benannt, der von 1871 bis 1884 letzter Amtmann des Amtes Isenhagen war.
Linienbusse fahren von Isenhagen bis nach Hankensbüttel, Knesebeck, Schweimke und Wahrenholz.
Am Südrand von Isenhagen verläuft die 1904 eröffnete Bahnstrecke Celle–Wittingen, die hier mit einer Brücke die Kreisstraße 123 überquert. Der nächstgelegene Bahnhof ist Hankensbüttel. 1974 wurde der regelmäßige Personenverkehr eingestellt, seitdem wird die Strecke nur noch für den Güterverkehr sowie als Museumsbahn genutzt.

## Persönlichkeiten
- Rudolf von Pufendorf (1900–1943), Kapitän zur See der Kriegsmarine